# 徳島大学
徳島大学（とくしまだいがく、英語: Tokushima University）は、徳島県徳島市新蔵町2-24に本部を置く日本の国立大学。1949年創立、1949年大学設置。大学の略称は徳大（とくだい）。

## 概観

### 大学概要
徳島大学は1949年、徳島県内の旧制高等教育機関6校を母体として成立した。現在は6学部、3研究部・7教育部を設置している。徳島大学の特徴として医学系学部の充実が挙げられる。1943年設置の徳島県立医学専門学校を母体とし四国の国立大学としては唯一新制大学設置時から医学部を有していた。また薬学部、歯学部を設置する四国で唯一の国立大学である。
2014年度ノーベル物理学賞受賞の中村修二を輩した工学部も主力学部として、2016年の改組までは中四国地区で最大の学生数が所属する工学部であった。工学部は2016年度以降は理工学部となった。

## 沿革

### 年表
- 1949年 - 徳島地区に所在する旧制官立教育機関（旧制徳島師範学校、旧制徳島青年師範学校、旧制徳島医科大学、旧制徳島医学専門学校、旧制徳島高等学校、旧制徳島工業専門学校）を統合した上で、新制大学の徳島大学設置（学芸学部、医学部、工学部の三学部）。
- 1950年3月26日 - 昭和天皇が行幸（昭和天皇の戦後巡幸）[1]。
- 1951年 - 薬学部開設。
- 1954年 - 徳島大学工業短期大学部開設。
- 1966年 - 学芸学部を教育学部に改称。
- 1976年 - 歯学部開設。
- 1986年 - 鳴門教育大学開学に伴い、教育学部を総合科学部に改組。
- 1987年 - 徳島大学医療技術短期大学部開設。
- 1990年 - 教育学部廃止。
- 1994年 - 工業短期大学部を廃止し、工学部夜間主コース設置。
- 1996年 - 工業短期大学部廃止。
- 2001年 - 医療技術短期大学部を改組し、医学部保健学科を設置。
- 2004年 - 国立大学法人徳島大学を設立。
- 2006年 - 薬学部薬学科を6年制に移行、4年制学科の創製薬科学科を設置。助産学専攻科を設置。
- 2012年 - 助産学専攻科を廃止し、保健科学教育部に博士前期課程助産実践コースを設置。
- 2015年 - 4月1日、英語表記を「The University of Tokushima」から「Tokushima University」に変更。
- 2016年
  - 「生物資源産業科学部」を新設し、総合科学部の3学科を「社会総合科学科」に統合、工学部を「理工学部」に改組。
  - クラウドファンディングなどで研究への協力を求める一般社団法人「大学支援機構」を10月3日付で設立[2][3]。
- 2018年 - 産学連携のための月刊誌『企業と大学』創刊[4]。
- 2021年
  - 日亜化学工業、イスラエル工科大学と共同で徳島国際サイエンス研究所（TISI、タイサイ）を設立[5]。
  - 創製薬科学科を廃止し、薬学科の一本体制に移行。[6]

## 基礎データ

### 所在地

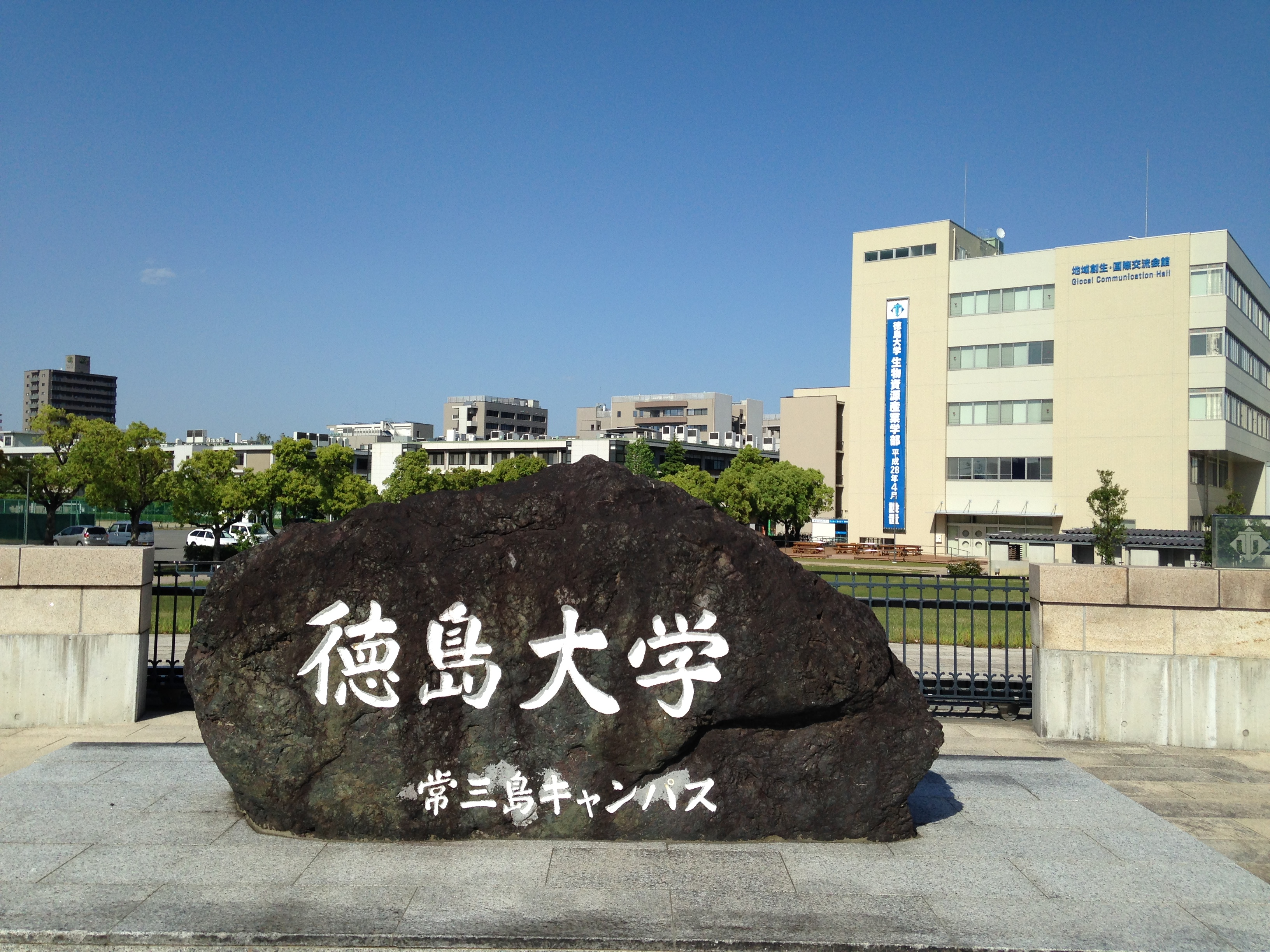
常三島キャンパス

- 新蔵キャンパス（徳島県徳島市新蔵町2-24、北緯34度4分11.9秒 東経134度33分35.4秒）（事務局）
- 常三島キャンパス（徳島県徳島市南常三島町1-1／2-1、北緯34度4分40.7秒 東経134度33分38.5秒）（総合科学・理工・生物資源産業学部）
- 蔵本キャンパス（徳島県徳島市蔵本町3-18-15／2-50-1／庄町1-78-1、北緯34度4分32.4秒 東経134度31分1.5秒）（医・歯・薬学部）

## 教育および研究

### 組織

#### 学部
- 総合科学部
  - 社会総合科学科[注 1]
    - 国際教養コース
    - 心身健康コース
    - 地域デザインコース

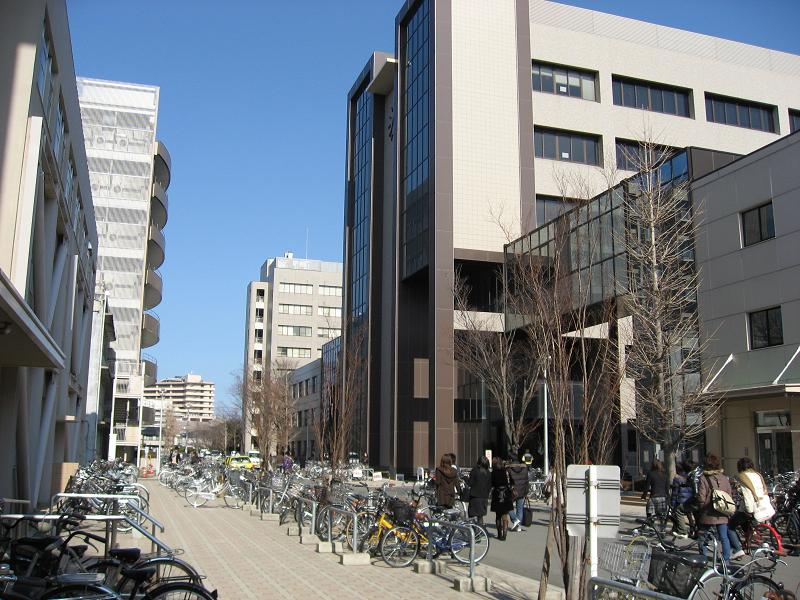
常三島キャンパス工学部

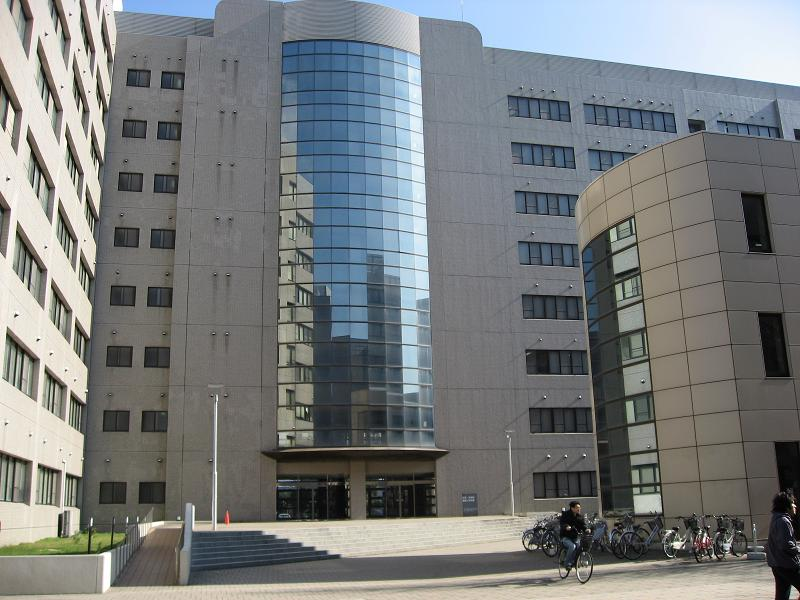
工学部化学生物・機械棟

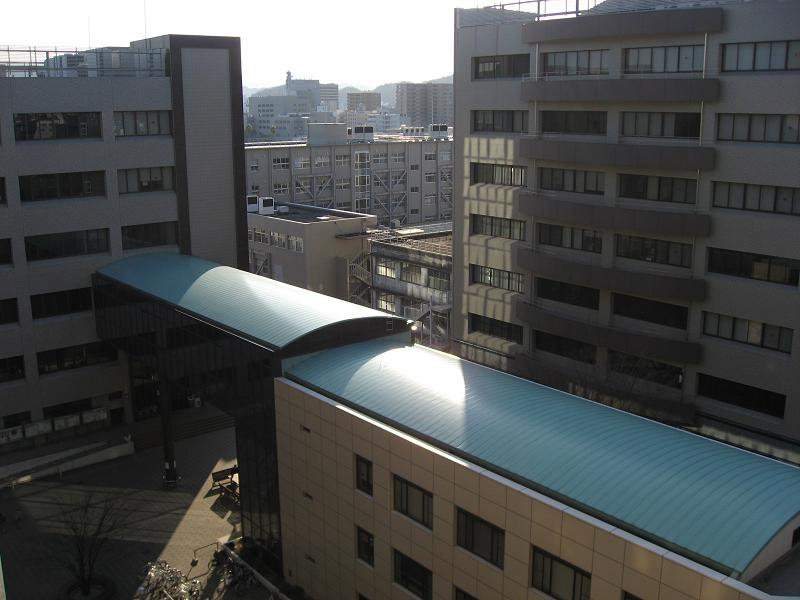
化学生物・機械棟より見た工学部

    - 公共政策コース/地域創生コース（2023年度入学生まで）

- 医学部
  - 医学科（6年制）
    - 発生発達医学講座[注 2]
    - 病態予防医学講座[注 3]
    - 微生物学講座[注 4]
    - 社会環境医学講座[注 5]
    - 情報統合医学講座[注 6]
    - 病態情報医学講座[注 7]
    - 感覚情報医学講座[注 8]
    - 器官病態修復医学講座[注 9]
    - 生体防御腫瘍医学講座[注 10]
    - 感覚運動系病態医学講座[注 11]
    - 生体制御医学講座[注 12]

  - 医科栄養学科[注 13]（4年制）
    - 基礎予防栄養学講座[注 14]
    - 臨床実践栄養学講座[注 15]

  - 保健学科（4年制）
    - 看護学専攻
      - 基礎看護学講座[注 16]
      - 成人・高齢者看護学講座[注 17]
      - 母性・小児看護学講座[注 18]
      - 地域・精神看護学講座[注 19]

    - 放射線科学技術専攻
      - 医用放射線科学講座[注 20]
      - 診療放射線技術講座[注 21]

    - 検査技術科学専攻
      - 機能系検査科学講座[注 22]
      - 形態系検査科学講座[注 23]

- 歯学部
  - 歯学科（6年制）
    - 基礎口腔科学講座[注 24]
    - 機能維持系臨床歯学講座[注 25]
    - 口腔疾患系臨床歯学講座[注 26]
    - 発達育成系臨床歯学講座[注 27]

  - 口腔保健学科（4年制）
    - 口腔保健基礎学講座[注 28]
    - 口腔保健支援学講座[注 29]
    - 口腔保健福祉学講座[注 30]

- 薬学部
  - 薬学科[注 31]（6年制）
    - 臨床薬学講座[注 32]
    - 生命医療薬学講座[注 33]
    - 医薬品探索学講座[注 34]
    - 医薬資源学講座[注 35]
    - 総合薬学講座[注 36]
    - 連携講座[注 37]

- 理工学部
  - 理工学科（昼間コース、夜間主コース）[注 38]
    - 数理科学コース
    - 自然科学コース
    - 社会基盤デザインコース
    - 応用化学システムコース
    - 電気電子システムコース
    - 知能情報コース
    - 光システムコース

- 生物資源産業学部[注 39]
  - 生物資源産業学科
    - 応用生命コース

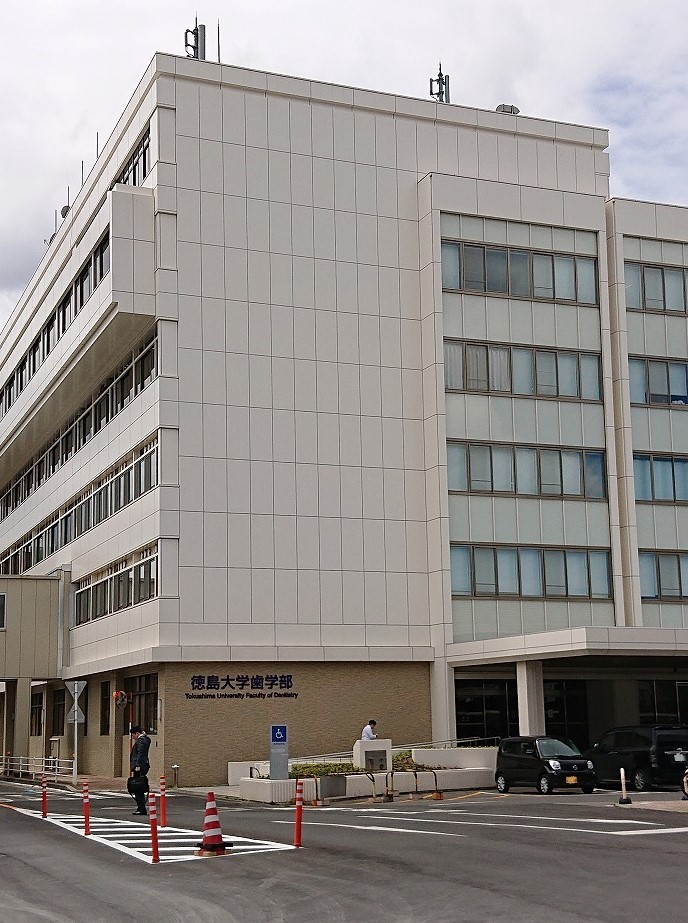
蔵本キャンパス。歯学部棟

      - 創薬科学/微生物学/バイオマス変換工学/生物物理化学/分子細胞生物学/生物機能・バイオプロセス/幹細胞生物学/生物有機化学/蛋白質科学

    - 食料科学コース
      - 食品加工保蔵学・食品衛生学/生物有機化学/脂質生化学/応用微生物学/生理学・口腔生理学/応用生物化学/バイオマス変換工学/病態医化学/食品科学・食品機能学/分子生物学/酵素工学/生活科学

    - 生物生産システムコース
      - 動物生殖工学/動物発生工学/水圏生産科学/水産増殖学/農学、生活科学/森林科学/森林微生物代謝化学/植物分子生理学/植物生理学/植物系統分類学/発生生物学/植物病理学・遺伝子工学/農業経済学

#### 研究科
- 総合科学教育部（旧 人間・自然環境研究科）
  - 博士前期課程
    - 地域科学専攻[7]
      - 地域創生分野
      - 環境共生分野
      - 基盤科学分野（文系）
      - 基盤科学分野（理系）

    - 臨床心理学専攻[注 40]

  - 博士後期課程
    - 地域科学専攻[注 41]

- ソシオ・アーツ・アンド・サイエンス研究部[8]（旧 人間・自然環境研究科）
  - 創生科学研究部門
    - 公共政策科学分野
    - 地域創生科学分野
    - 環境共生科学分野

  - 基礎科学研究部門
    - 人文科学分野
    - 人間科学分野
    - 自然科学分野

- 医科学教育部（旧 医学研究科）
  - 医学専攻（4年制博士課程）
    - 発達予防医学領域
      - 発生発達医学講座[注 42]
      - 病態予防医学講座[注 43]
      - 社会環境医学講座[注 44]
      - 微生物学講座[注 45]

    - 神経情報医学領域
      - 情報統合医学講座[注 46]
      - 病態情報医学講座[注 47]
      - 感覚情報医学講座[注 48]

    - 再生修復医学領域
      - 器官病態修復医学講座[注 49]
      - 生体防御腫瘍医学講座[注 50]
      - 感覚運動系病態医学講座[注 51]

    - 生体制御医学領域
      - 生体制御医学講座[注 52]

    - 酵素・プロテオミクス医学領域
      - 酵素・プロテオミクス医学講座[注 53]

    - 連携講座
      - 生体対応医学講座[注 54]
      - 宇宙ライフサイエンス学講座[注 55]
      - 高度生体イメージング学講座[注 56]

  - 医科学専攻（修士課程、医学部医学科以外の4年制大学出身者が対象）

- 口腔科学教育部（旧 歯学研究科）
  - 口腔科学専攻（4年制博士課程）[注 57]
    - 歯学・学術コース[注 58]
    - 臨床歯学コース[注 59]

  - 口腔保健学専攻（修士課程）[注 60]

- 薬科学教育部（旧 薬学研究科）
  - 創薬科学専攻（博士前期課程[注 61]・博士後期課程[注 62]）
  - 薬学専攻[注 63]（4年制博士課程）
    - がん専門薬剤師履修コース

- 栄養生命科学教育部（旧 栄養学研究科）
  - 人間栄養科学専攻（博士前期課程、博士後期課程）[注 64]

- 保健科学教育部
  - 保健学専攻
    - 博士前期課程
      - 看護学領域[注 65]
      - 医用情報科学領域[注 66]
      - 医用検査学領域[注 67]

    - 博士後期課程
      - 生涯健康支援学領域[注 68]
      - 医用情報科学領域[注 69]
      - 医用検査学領域[注 70]

- 医歯薬学研究部[注 71]
  - 医科学部門
    - 生理系
研究分野：顕微解剖学、機能解剖学、細胞生物学、統合生理学、薬理学、生化学、病態生理学
    - 病理系
研究分野：病態病理学、疾患病理学、生体防御医学、微生物病原学
    - 社会医学系
研究分野：法医学、予防医学、人類遺伝学、医療教育学
    - 内科系
研究分野：血液・内分泌代謝内科学、消化器内科学、呼吸器・膠原病内科学、腎臓内科学、循環器内科学、臨床神経科学、難治性神経疾患病態研究、腫瘍内科学、精神医学、小児科学、皮膚科学、放射線医学、医療情報学、臨床薬剤学
    - 外科系
研究分野：消化器・移植外科学、胸部・内分泌・腫瘍外科学、心臓血管外科学、泌尿器科学、脳神経外科学、運動機能外科学、麻酔・疼痛治療医学、救急集中治療医学、眼科学、耳鼻咽喉科学、産科婦人科学、形成外科学

  - 口腔科学部門
    - 基礎歯学系
研究分野：口腔顎顔面形態学、口腔組織学、口腔微生物学、分子医化学、分子薬理学、口腔分子生理学、生体材料工学、口腔分子病態学、予防歯学
    - 臨床歯学系
研究分野：歯科保存学、歯周歯内治療学、口腔顎顔面補綴学、顎機能咬合再建学、口腔内科学、口腔外科学、口腔顎顔面矯正学、小児歯科学、歯科放射線学、歯科麻酔科学、総合診療歯科学
    - 口腔保健学系
研究分野：地域医療福祉学、口腔保健衛生学、口腔保健教育学、口腔保健支援学、口腔機能管理学、口腔保健福祉学

  - 薬科学部門
    - 生命薬学系
研究分野：医薬品病態生化学、医薬品情報学、医薬品機能生化学、衛生薬学、薬物治療学、薬物動態制御学、神経病態解析学、生薬学、分子情報薬理学
    - 統合医薬創製科学系
研究分野：有機合成薬学、生物有機化学、創薬生命工学
    - 創薬科学系
研究分野：分子創薬化学、機能分子合成薬学、薬品製造化学、製剤分子設計学、創薬理論化学、分析科学
    - 総合薬学教育学系
研究分野：臨床薬学実務教育学、総合薬学研究推進学

  - 栄養科学部門
    - 医科栄養学系
研究分野：分子栄養学、生体栄養学、食品機能学、予防環境栄養学、実践栄養学、代謝栄養学、臨床食管理学、疾患治療栄養学

  - 保健科学部門
    - 看護学系
研究分野：看護技術学、看護教育学、看護管理学、療養回復ケア看護学、ストレス緩和ケア看護学、臨床腫瘍医療学、子どもの保健・看護学、生殖・更年期医療学、女性の健康支援看護学、メンタルヘルス支援学、地域看護学、学校保健学、助産学
    - 放射線科学系
研究分野：放射線理工学、医用理工学、医用画像情報科学、医用画像機器工学、医用画像解析学、画像医学・核医学、放射線治療学
    - 医用検査学系
研究分野：生体機能解析学、微生物・遺伝子解析学、病理解析学、細胞・免疫解析学

  - 産官学連携部門
    - 寄附講座
研究分野：総合診療医学、地域総合医療学、心臓血管病態医学、脊椎関節機能再建外科学、分子難治性疾患学、地域医療人材育成
    - 共同研究講座
研究分野：がん細胞と代謝学

- 先端技術科学教育部（旧 工学研究科）[9]
  - 知的力学システム工学専攻
    - 建設創造システム工学コース
      - 建設構造工学講座
      - 環境整備工学講座
      - 社会基盤工学講座
      - 社会システム工学講座

    - 機械創造システム工学コース
      - 機械科学講座
      - 機械システム講座
      - 知能機械学講座
      - 生産システム講座

  - 物質生命システム工学専攻
    - 化学機能創生コース
      - 物質合成化学講座
      - 物質機能化学講座
      - 化学プロセス工学講座

    - 生命テクノサイエンスコース
      - 生物機能工学講座
      - 生物反応工学講座

  - システム創生工学専攻
    - 電気電子創生工学コース
      - 物性デバイス講座
      - 電気エネルギー講座
      - 電気電子システム講座
      - 知能電子回路講座

    - 知能情報システム工学コース
      - 基礎情報工学講座
      - 知能工学講座

    - 光システム工学コース
      - 光機能材料講座
      - 光情報システム講座

- ソシオテクノサイエンス研究部[10]（旧 工学研究科）
  - 情報ソリューション部門
    - 情報システム工学大講座
    - 計算機システム工学大講座
    - 知識情報処理大講座
    - 感性情報処理大講座
    - 情報数理科学大講座

  - 先進物質材料部門
    - 機能性材料大講座
    - 知的材料システム大講座
    - 材料加工システム大講座
    - 量子物質科学大講座

  - エコシステムデザイン部門
    - 資源環境デザイン工学大講座
    - 社会環境システム工学大講座
    - 社会基盤システム工学大講座
    - 流域圏マネジメント工学大講座
    - 社会マネジメント工学大講座

  - ライフシステム部門
    - 物質変換化学大講座
    - 物質機能化学大講座
    - 生命システム工学大講座
    - 生命情報工学大講座
    - 生命機能工学大講座

  - エネルギーシステム部門
    - エネルギー変換工学大講座
    - エネルギー応用工学大講座
    - エネルギー制御工学大講座

#### 短期大学部
- 医療技術短期大学部

（2001年10月、医学部保健学科に改組し、2002年度より募集停止）

#### 附属機関

##### 共同研究施設等
- 人と地域共創センター
- 情報センター
- 放射線総合センター
- 高等教育研究センター
- 環境防災研究センター
- 研究支援・産官学連携センター
- AWAサポートセンター
- 教職教育センター
- 先端研究推進センター
- デザイン型AI教育研究センター
- 大学産業院
- バイオイノベーション研究所
- 埋蔵文化財調査室

##### 附属図書館
- 本館
- 蔵本分館

##### 附属病院
- 徳島大学病院

##### 教育部または研究部附属の教育研究施設
- 医薬創製教育研究センター（薬科学教育部）
- 総合研究支援センター（医歯薬学研究部）

##### 特別な組織
- 経営改革推進本部
- 教育戦略室
- 国際連携戦略室
- 研究戦略室
- 地域連携戦略室
- 情報戦略室
- 広報戦略室
- 男女共同参画推進室

##### 事務局
- 法人運営部
- 経営企画部
- 経理部
- 学務部
- 施設マネジメント部
- 研究・産学連携部
- 学術情報部

##### その他の機関
- 四国産学官連携イノベーション共同推進機構
四国地区の5国立大学が連携し、大学の研究の活性化と四国地域の活性化を図るため、2013年10月に発足。
- 保健管理・総合相談センター
2014年1月に、保健管理センターと学生・職員相談室が統合され発足。
- 障がい者就労支援室

##### 学生寮
- 晨鐘寮（男子学部生、徳島市城南町1丁目）
- 藍香寮（女子学部生、徳島市城南町1丁目）
- 友朋寮（女子学部生、徳島市中常三島町2）

##### 宿泊施設
- しんくら会館（事務局敷地内）
- 青藍会館ゲストルーム（蔵本キャンパス）
- 長井記念ホール宿泊棟（蔵本キャンパス）

## 学生生活

### サークル活動[11]

#### 常三島地区

##### 文科系サークル
- 交響楽団
- 演劇部
- 写真部
- 美術部
- 茶道部
- ギターアンサンブル部
- リーダークライス
- 東洋哲学研究会
- 書道部
- フルバンド部
- ポップス研究会
- 虎林図
- フォーク村(F・V・T)
- コンピュータクラブ
- まんが部
- 放送研究会
- 邦楽部
- アストロラーブ
- 将棋部
- デジタルアート研究会
- 中国語サークル
- ハンドメイド部
- 競技かるた部
- アグリクラブ
- 作曲DTM研究部
- 狩猟サークルRevire Jact
- 麻雀サークルLiber
- ホスピタルアートクラブ
- KoreanClub
- らぱっと編集部
- 学生ボランティア
- 就職支援団体ACTIVE
- e-Sportクラブ
- 地域実践研究会"NOROSHI"
- お笑いサークルカピバラノキモチ
- テーブルゲームサークル

##### 体育系サークル
- ヨット部
- 硬式庭球部
- 柔道部
- 男子バスケットボール部/女子バスケットボール部
- 卓球部
- 陸上競技部
- ソフトボール部
- サッカー部
- サイクリング部
- 弓道部
- 水泳部
- バドミントン部
- ソフトテニス部
- 男子バレーボール部/女子バレーボール部
- スキューバダイビング部
- 硬式野球部
- 拳法部
- ユースホステル部
- 空手道部
- 合気道部
- モダンダンス部
- ハンドボール部
- ゴルフ部
- アメリカンフットボール部
- 釣り部
- 男子ラクロス部/女子ラクロス部
- 軟式野球部
- フットサル部
- 自転車競技部
- 徳島大学サーフィン部
- ボルダリング部
- 自動車部
- ボート部
- ラグビー部
- スポーツチャンバラ部

##### サポート系サークル
- 学びサポート企画部
- 阿波ビブリオバトルサポーター

#### 蔵本地区

##### 文科系サークル
- 蔵本茶道部
- 蔵本軽音楽部
- 蔵本外国語研究会
- 蔵本将棋部
- 徳島大学医歯薬ボードゲームサークルToy Soldier
- 地域医療研究会T-COM

##### 体育系サークル
- 蔵本弓道部
- 蔵本合氣道部
- 蔵本剣道部
- 蔵本空手道部
- 蔵本柔道部
- 蔵本硬式野球部
- 蔵本ソフトテニス部
- 蔵本バドミントン部
- 蔵本バスケットボール部
- 蔵本卓球部
- 蔵本ラグビー部
- 蔵本硬式庭球部
- 蔵本バレーボール部

### 学校行事[12]
- 五月祭(5月)
- 四国地区大学総合体育大会(6月～7月頃)
- 常三島祭・蔵本祭(11月)
- 中・四国国立大学連合演奏会・連合美術展覧会(11月～12月頃)

## 対外関係

### 他大学との協定
国内・学術交流等協定校
- 放送大学学園と単位互換協定を結んでおり、放送大学で取得した単位を卒業に要する単位として認定することができる[13]。

国際・学術交流等協定校
- テキサス大学ヒューストンヘルスサイエンスセンター（アメリカ合衆国テキサス州）
- フロリダ・アトランティック大学（アメリカ合衆国フロリダ州）
- 韓国海洋大学校（韓国釜山広域市）
- 慶北大学校（韓国慶尚北道大邱広域市）
- ソウル国立大学校（韓国ソウル特別市）
- 吉林大学（中国吉林省長春市）
- 西安交通大学（中国陝西省西安市）
- 南京大学（中国江蘇省南京市）
- 南通大学（中国江蘇省南通市）
- 武漢大学（中国湖北省武漢市）
- モンゴル健康科学大学（モンゴル）
- マレーシアサインズ大学歯学部（マレーシア）
- ガジャ・マダ大学（インドネシア）
- ハノーバー医科大学（ドイツ）
- バーゼル大学（スイス）
- オークランド大学 （ニュージーランド）
- モナシュ大学（オーストラリア）
- ゴンダール大学（エチオピア）

部局間学術交流等協定校
- 総合科学部
  - 国立嘉義大学人文芸術学院（台湾）
  - ルンド大学（スウェーデン）
- 医学部
  - 延世大学校スペース・バイオサイエンス研究部（韓国ソウル特別市）
  - ヘルシンキメトロポリア応用化学大学（フィンランド）
- 歯学部
  - 朝鮮大学校歯科大学（韓国光州広域市）
  - 上海交通大学医学院付属第九人民医院（中国上海市）
  - ハントゥアー大学（インドネシア）
  - ムハマディア大学（インドネシア）
  - ヘルシンキメトロポリア応用化学大学（フィンランド）
- 薬学部
  - 東国大学校薬学大学（韓国ソウル特別市）
  - 大理学院（中国雲南省大理市）
  - ノースカロライナ大学チャペルヒル校エシェルマン薬学部（アメリカ合衆国ノースカロライナ州）
- 工学部
  - 国立台湾科技大学工学部（台湾）
  - 国立台湾科技大学電気電子情報学部（台湾）
  - マレーシアマラッカ技術大学（マレーシア）
  - トゥールーズ工科大学（フランス）
- ソシオテクノサイエンス研究部
  - 南台科技大学（台湾）
  - コロラド大学ボルダー校（アメリカ合衆国コロラド州）
- 大学院先端技術科学教育部
- 大連理工大学（中国遼寧省大連市）

### 産学官連携
産学官連携を担う機関・施設として「研究支援・産官学連携センター」「とくしま地域産学官共同研究拠点」があり、「産学連携支援マッチング情報システム（MATCI）」を運用している。

#### 企業・自治体などとの協定
- 産学官連携による次世代型園芸実証事業の実施に関する協定（徳島県、徳島県阿波市、誠和、トマトパーク徳島、デルフィージャパン、土成西部土地改良区）[15]
- ジェイテクト[16]。

#### 大学発ベンチャー
- セツロテック - ゲノム編集受託サービス。2017年2月設立。
- グリラス - 食用コオロギ養殖、加工品販売。2019年5月設立、2024年11月破産。

など。